# Jangam-dong
Jangam-dong (koreanska: 장암동) är en stadsdel i staden Uijeongbu i provinsen Gyeonggi i den norra delen av Sydkorea, 18 km norr om huvudstaden Seoul.